# Нада Шаргин
Нада Шаргин (Зрењанин, 19. јануар 1977) српска је позоришна, филмска и телевизијска глумица.
Након завршене школе и гимназије у родном граду, уписала је глуму на Академији драмских уметности у Новом Саду у класи професорке Виде Огњеновић. Дипломирала је 2001. године заједно на класи са Иваном Босиљчићем, Слободаном Стефановићем, Игором Ђорђевићем, Јеленом Гавриловић, итд.
Позоришну каријеру започела је у Српском народном позоришту у Новом Саду, а данас је првакиња Народног позоришта у Београду.
За свој рад добила је разна признања, како домаћа тако и инострана. Удата је и мајка ћерке Еве.

## Каријера
Нада Шаргин је прву филмску улогу имала у драми Журка. Исте године пријавила се на аудицију за улогу Лане у филму Диши дубоко, али је та улога припала њеној најбољој пријатељици Јелени Ђокић. Следеће године је снимала трилер Кројачева тајна.
Прву велику улогу имала је у филму Олега Новковића Сутра ујутро, за коју је добила награду "Царица Теодора" за најбољу женску улогу на 41. филмским сусретима у Нишу. Значајне улоге остварује у филмовима Није крај, Чарлстон за Огњенку, Жена са сломљеним носем, Неко ме ипак чека и Небо изнад нас, као и у телевизијским серијама Вратиће се роде, Вере и завере и Немањићи.
Своју позоришну каријеру започиње у Новом Саду, а до сада је играла у свом родном Зрењанину, у Крагујевцу, Будви и на свим београдским сценама. Првакиња је драме Народног позоришта у Београду.

## Награде
- Награда Царица Теодора, за најбољу женску улогу на 41. филмским сусретима у Нишу за улогу у филму Сутра ујутру
- Награда Царица Теодора, за најбољу женску улогу на 43. филмским сусретима у Нишу за улоге у филмовима Није крај и Чарлстон за Огњенку
- Стеријина награда за улогу у представи „Метаморфозе“ коју је по Овидију режирао Александар Поповски
- Стеријина награда за улогу у представи „Невиност"
- Награда „Зоран Радмиловић“ за улогу Розе у представи Невиност“ Атељеа 212
- Награда "Раша Плаовић", коју Народно позориште у Београду додељује за најбоље глумачко остварење на свим београдским позоришним сценама у сезони 2015/2016, за улогу Елизабете, енглеске краљице у представи „Марија Стјуарт"
- Награда „Милош Жутић“, за најбоље глумачко остварење премијерно изведено на територији Србије, у периоду од 30. јуна 2015. до 30. јуна 2016. године, за улогу Елизабете у представи „Марија Стјуарт“
- Статуета Ћуран, за улогу представи „Женидба“, на Данима комедије у Јагодини 2007. год
- Награда „Вељко Маричић“ на Међународном фестивалу малих форми у Ријеци, за улогу Доре у представи „Сексуалне неурозе наших родитеља“
- Награда „Ружица Сокић” (14.12.2015.) коју је установила Фондација која носи име наше прослављене драмске уметнице
- Јавна похвала, по одлуци Управног одбора, за резултате у раду од изузетног и посебног значаја за успешну активност Народног позоришта у Београду за сезону 2010/2011.
- Награда „Петар Банићевић“ која се додељује младом глумцу старосне доби до 40 година живота, који се уметнички истакао у периоду од 1. новембра 2013. до 31. октобра 2014. године и исказао висок професионализам у послу и односу према Народном позоришту. Признање је добила за улогу Ивете Потје у представи "Мајка Храброст и њена деца", по тексту Бертолта Брехта и у режији Ане Томовић.
- Награда за најбољу женску улогу (Елизабета, енглеска краљица у представи "Марија Стјуарт") на првом фестивалу "Позоришно пролеће" у Шапцу
- "Златна значка" за 2016. годину, за допринос развијању културних делатности у Србији
- Награду за најбољу женску улогу (Зора Шишарка) на XIX Театар фесту "Петар Кочић" у Бања Луци
- Награда за најбољу глумицу за улогу Елизабете, енглеске краљице у представи "Марија Стјуарт" на 24. Фестивалу “Вршачка позоришна јесен”
- Награда Ардалион за најбољу женску улогу за улоге Елизабете, енглеске краљице у представи “Марија Стјуарт“ и Зоре Шишарке у представи “Бела кафа“, на 21. Југословенском позоришном фестивалу у Ужицу
- Награда Народног позоришта за врхунско уметничко остварење у оквиру репертоара Народног позоришта, за улогу Елизабете, енглеске краљице у представи „Марија Стјуарт“ и улогу Ане Петровне у представи „Иванов“
- Две годишње награде Југословенског драмског позоришта

## Филмографија
| Год.       | Назив                                              | Улога                                 |
| ---------- | -------------------------------------------------- | ------------------------------------- |
| 2004.      | Журка                                              | Вера                                  |
| 2006.      | Кројачева тајна                                    | девојка са спрата                     |
| 2006.      | Сутра ујутру                                       | Сале                                  |
| 2007.      | Тегла пуна ваздуха                                 | Нада                                  |
| 2007—2008. | Вратиће се роде                                    | Марина                                |
| 2008.      | Чарлстон за Огњенку                                | млада                                 |
| 2008.      | Милош Бранковић                                    | Мира                                  |
| 2008.      | Није крај                                          | Деса                                  |
| 2008.      | Турнеја                                            | шанкерка Мира                         |
| 2008.      | Поглед с прозора                                   |                                       |
| 2008.      | Сектор (кратки филм)                               | супруга                               |
| 2009.      | Неко ме ипак чека                                  | Нада                                  |
| 2010.      | Жена са сломљеним носем                            | Јасмина                               |
| 2011.      | Како су ме украли Немци                            | Ели                                   |
| 2011.      | Практични водич кроз Београд са певањем и плакањем | Јагода                                |
| 2011.      | Зверињак                                           | Анђа                                  |
| 2012.      | Кад сване дан                                      | Марија                                |
| 2012—2013. | Фолк (ТВ серија)                                   | Галина                                |
| 2014.      | Тражим помиловање или велика тајна                 |                                       |
| 2014.      | Јагодићи: Опроштајни валцер                        | Љубица                                |
| 2015.      | Небо изнад нас                                     | Ана                                   |
| 2015.      | Улица липа (С3)                                    | Наталија                              |
| 2015.      | Отаџбина                                           | Маца                                  |
| 2016.      | Вере и завере                                      | Љиљана                                |
| 2016.      | Сумњива лица                                       | Сенка                                 |
| 2018.      | Немањићи — рађање краљевине                        | Рашка Немањић                         |
| 2018.      | Груди                                              | Зорка                                 |
| 2019.      | Делиријум тременс (филм)                           | Сања                                  |
| 2019.      | О животу и о смрти                                 | пијанисткиња која је дошла из Америке |
| 2019.      | Делиријум тременс (серија)                         | Сања                                  |
| 2020.      | Груди (филм)                                       | Зорка                                 |
| 2020.      | Отац (филм из 2020)                                | Биљана                                |
| 2020.      | Жив човек                                          | Сунчица                               |
| 2020.      | Мочвара (ТВ серија)                                | Катарина Анђелковић                   |
| 2020.      | Калуп                                              | Наталија                              |
| 2021.      | Време зла                                          | Милена Катић                          |
| 2021.      | Келти                                              | Зага                                  |
| 2022.      | Траг дивљачи                                       | Соња                                  |
| 2019-2023. | Дуг мору                                           | Маришка                               |
| 2023.      | Посета (ТВ серија)                                 | саветница                             |
| 2023.      | Позив (ТВ серија)                                  | Соња Тошић                            |
| 2024.      | V ефекат                                           | Надежда                               |

## Позориште
- Зорка – „Милева Ајнштајн“ (Народно позориште)
- Електра – "Електра" (Народно позориште)
- Шарлота – „Вишњик“ (Народно позориште)
- Елизабета, енглеска краљица – "Марија Стјуарт" (Народно позориште)
- Зора Шишарка – "Бела кафа" (Народно позориште)
- Петра – „Непријатељ народа“ (Народно позориште)
- Уршула – „Рибарске свађе“ (Народно позориште)
- Више улога – "Метаморфозе" (Југословенско драмско позориште)
- Силвија – „Два витеза из Вероне (Позориште „Бошко Буха“)
- Нина – „Галеб“ (Српско народно позориште у Новом Саду)
- Марија – „Право на Руса“ (Српско народно позориште у Новом Саду)
- Принцеза Леонора – „Торквато Тасо“ (Српско народно позориште у Новом Саду)
- Бетси – „Паразити“ (Српско народно позориште у Новом Саду)
- Дули Гринт – „Берлински круг кредом“ (Позориште Младих, Нови Сад)
- Сестра Ана – “Лудак и опатица” (Позориште Младих, Нови Сад)
- Магдалена – „Код вечуте славине“ (Театар „Јоаким Вујић“ Крагујевац)
- Маре – „Јегоров пут“ (Будва град театар)
- Наташа – „На дну“ (Југословенско драмско позориште)
- Де Круаси – „Молијер, још један живот“ (Југословенско драмско позориште)
- Роза – „Невиност“ (Атеље 212)
- Млада – "Царство небеско" (Битеф театар...
- Нора - "Нора-Луткина кућа" (Народно позориште)